# Thommie Bergman
Thommie Bergman (* 10. Dezember 1947 in Munkfors) ist ein ehemaliger schwedischer Eishockeyspieler und -trainer, der in seiner aktiven Zeit von 1964 bis 1983 unter anderem für die Detroit Red Wings in der National Hockey League und die Winnipeg Jets in der World Hockey Association gespielt hat.         

## Karriere
Thommie Bergman begann seine Karriere als Eishockeyspieler bei IF Karlskoga/Bofors, für dessen Profimannschaft er zunächst von 1964 bis 1968 in der zweiten schwedischen Spielklasse aktiv war. Nach dem Aufstieg in die Division 1 spielte er noch ein Jahr lang für die Mannschaft, ehe er zwei Jahre lang für den Ligarivalen Södertälje SK auflief. In der Saison 1971/72 erzielte der Verteidiger für Västra Frölunda IF in 26 Spielen je neun Tore und neun Vorlagen und wurde in das schwedische All-Star Team gewählt. Daraufhin erhielt er einen Vertrag als Free Agent bei den Detroit Red Wings, bei denen er der erste Spieler war, der in Europa das Eishockey erlernt hatte. Bei den Red Wings konnte er sich auf Anhieb durchsetzen und erzielte in seinem Rookiejahr, der Saison 1972/73, in 75 Spielen 21 Scorerpunkte, davon neun Tore. In der folgenden Spielzeit stand er nicht mehr so häufig für die Red Wings auf dem Eis und wurde für acht Partien an deren Farmteam Virginia Wings aus der American Hockey League abgegeben. Im Dezember 1974 wurde der Schwede von Detroit an die Winnipeg Jets verkauft, für die er in den folgenden dreieinhalb Jahren in der mit der NHL konkurrierenden World Hockey Association in 247 Spielen 132 Scorerpunkte erzielte. 
Im März 1978 kehrte Bergman als Free Agent zu den Detroit Red Wings zurück und hatte in den folgenden eineinviertel Jahre erneut einen Stammplatz in der NHL. Diesen verlor er in der Saison 1979/80, in der er nur noch 28 Mal für Detroit auf dem Eis stand, während er in 14 Spielen für Detroits neues AHL-Farmteam Adirondack Red Wings antrat. Zur Saison 1980/81 kehrte der ehemalige Nationalspieler in seine schwedische Heimat zurück, in der er einen Vertrag bei seinem Ex-Verein Västra Frölunda IF aus der Elitserien erhielt. Die folgenden beiden Jahre verbrachte er bei einem weiteren ehemaligen Team, Södertälje SK, für das er in diesem Zeitraum in der mittlerweile zweitklassigen Division 1 aktiv war. Nach dem Aufstieg in die Elitserien 1983 beendete er im Alter von 33 Jahren seine aktive Karriere. 
Unmittelbar nach seinem Karriereende übernahm er für die Saison 1983/84 das Amt als Cheftrainer beim Zweitligisten HV71 Jönköping. Von 1985 bis 1987 betreute er den Västra Frölunda HC, für den er zuvor bereits zwei Mal als Spieler aufgelaufen war. 

### International
Für Schweden nahm Bergman an den Weltmeisterschaften 1971 und 1972 sowie 1976 am Canada Cup teil. 

## Erfolge und Auszeichnungen
- 1968 Aufstieg in die Division 1 mit IF Karlskoga/Bofors
- 1971 Bronzemedaille bei der Weltmeisterschaft
- 1972 Bronzemedaille bei der Weltmeisterschaft
- 1972 Schwedisches All-Star Team
- 1976 Avco-World-Trophy-Gewinn mit den Winnipeg Jets
- 1983 Aufstieg in die Elitserien mit dem Södertälje SK